# Hakea lorea
Hakea lorea, é um espécie de arbusto ou pequena árvore da família Proteaceae, encontrado no centro e norte da Austrália. Tem folhas em forma de agulha, suas flores são amarelas e seu  tronco é rígido.

## Descrição
H. lorea cresce como uma árvore retorcida até aproximadamente 10 metros de altura, ou como um arbusto de 1 a 5 metros de altura e forma um lignotúber. Os ramos e folhas são densamente cobertos de pelos achatados e macios. Os pelos permanecem nas folhas, mas eventualmente os ramos tornam-se lisos. As folhas em forma de agulha são simples ou bifurcadas e medem de 15 a 70 centímetros de comprimento e de 1 a 2.5 milímetros largura. A inflorescência consiste de 15 a 200 pequenas flores amarelas, brancas ou verdes. A floração ocorre principalmente de abril a setembro. A raque é densamente coberto com pelos curtos e macios. O perianto tem de 5 a 12 milímetros comprimento. Os frutos tem de 2,5 a 5,4 centímetros de comprimento e 0,9 a 2,8 centímetros de largura, possui um bico longo, curvo e afilado.

## Taxonomia e nomeação
A espécie foi formalmente descrita pela primeira vez por Robert Brown como Grevillea lorea em 1810 em "Prodromus Florae Novae Hollandiae et Insulae Van Diemen" após ser coletada em Shoalwater Bay, Queensland em setembro de 1802, antes de reclassificá-la no gênero Hakea em 1830, em seu livro "Supplementum primum prodromi florae Novae Hollandiae" . Seu nome lorea é derivado do latim "feito de finas tiras de couro" e está relacionado às suas folhas. Pertence a um grupo de espécies relacionadas conhecidas como corkbarks, dentro do gênero Hakea, sendo a maioria encontradas no interior árido da Austrália. Duas subespécies são atualmente reconhecidas. A subespécie nomeada lorea é encontrada em grande parte do centro e norte da Austrália, enquanto a subespécie borealis é encontrada em Kimberley e no norte do Território do Norte. A espécie como está atualmente inclui quatro espécies descritas no centro e norte da Austrália que se misturam umas nas outras uniformemente H. lorea, H. suberea, H. cunninghamii e a rara H. fraseri.

## Distribuição e habitat
A H. lorea estende-se pelo interior do centro e do norte da Austrália, desde o sul da Península do Cabo York até ao nordeste, ao sul de Darling Downs, ao sudeste até o norte da Austrália Meridional e Pilbara no oeste.
É uma planta de crescimento lento, mas atraente no cultivo, suas folhas e casca são características. Sol pleno e boa drenagem são essenciais em seu desenvolvimento.

## Galeria

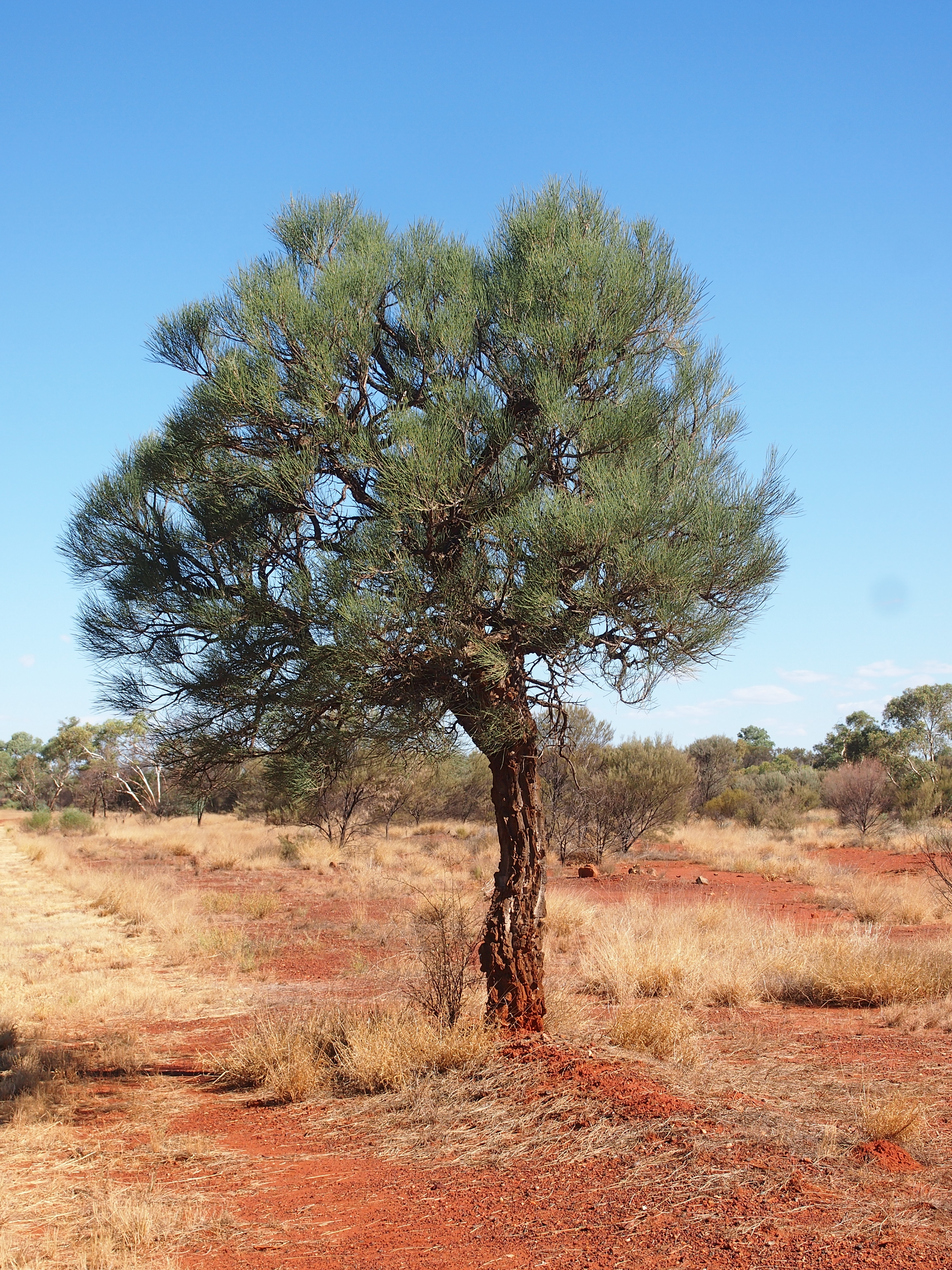
Habitat natural de H. lorea
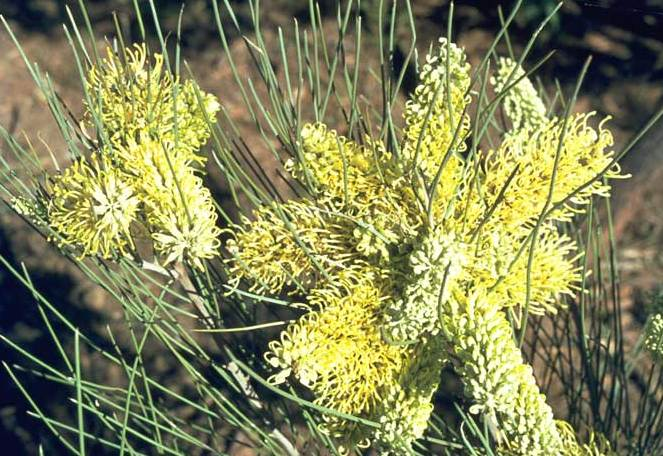
Flores de Hakea lorea
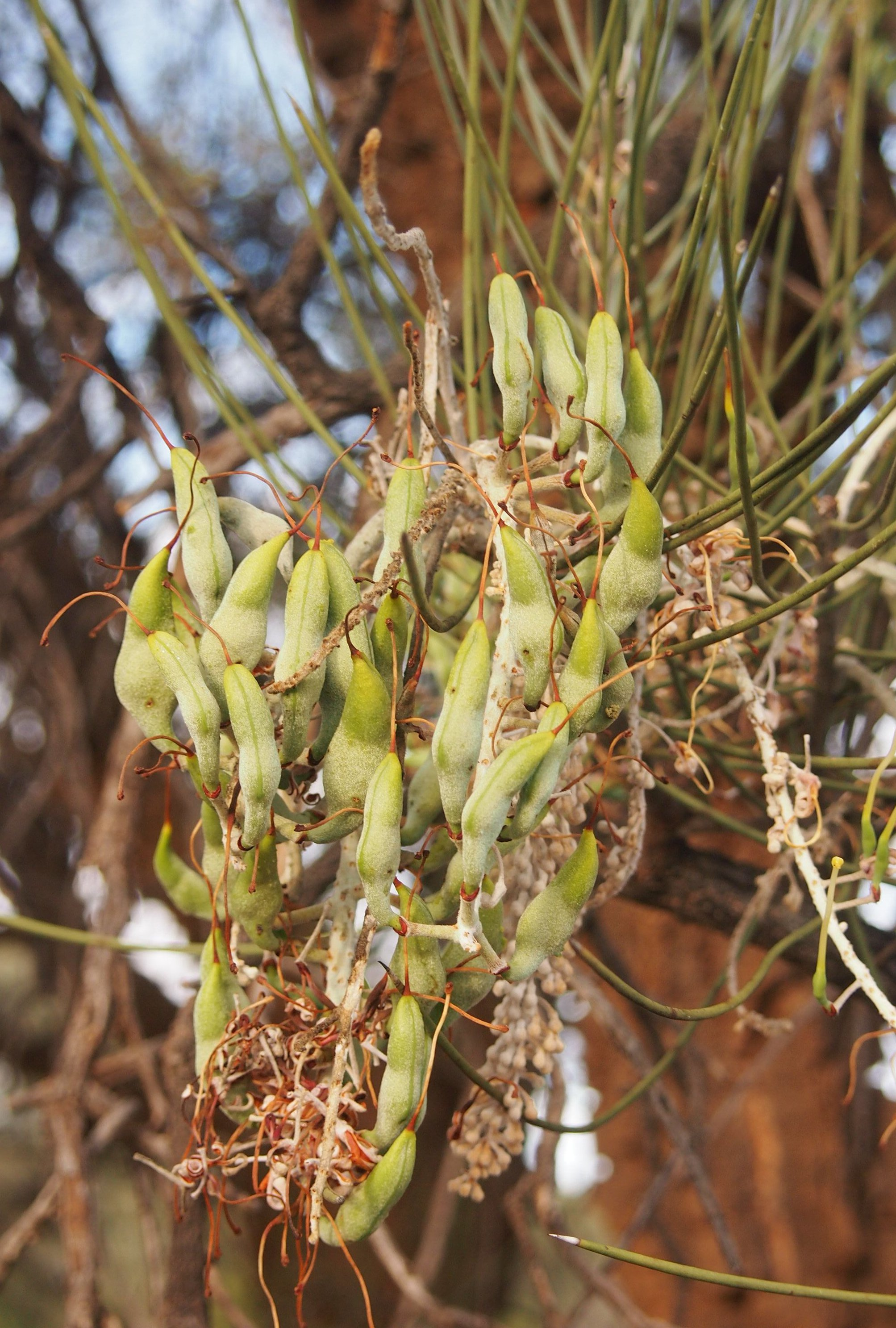
Frutos produzidos pela H. lorea
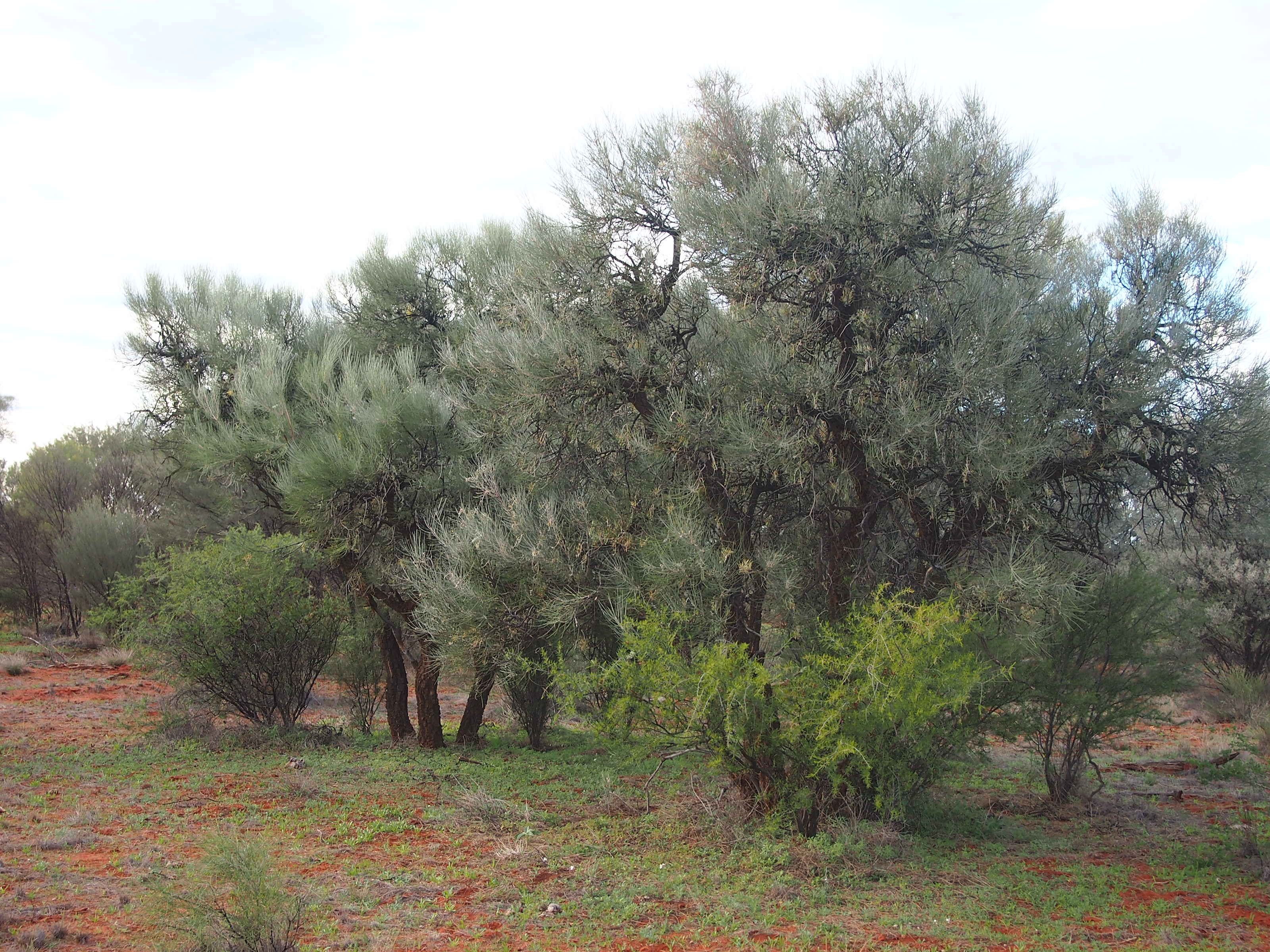
Árvores de Hakea lorea
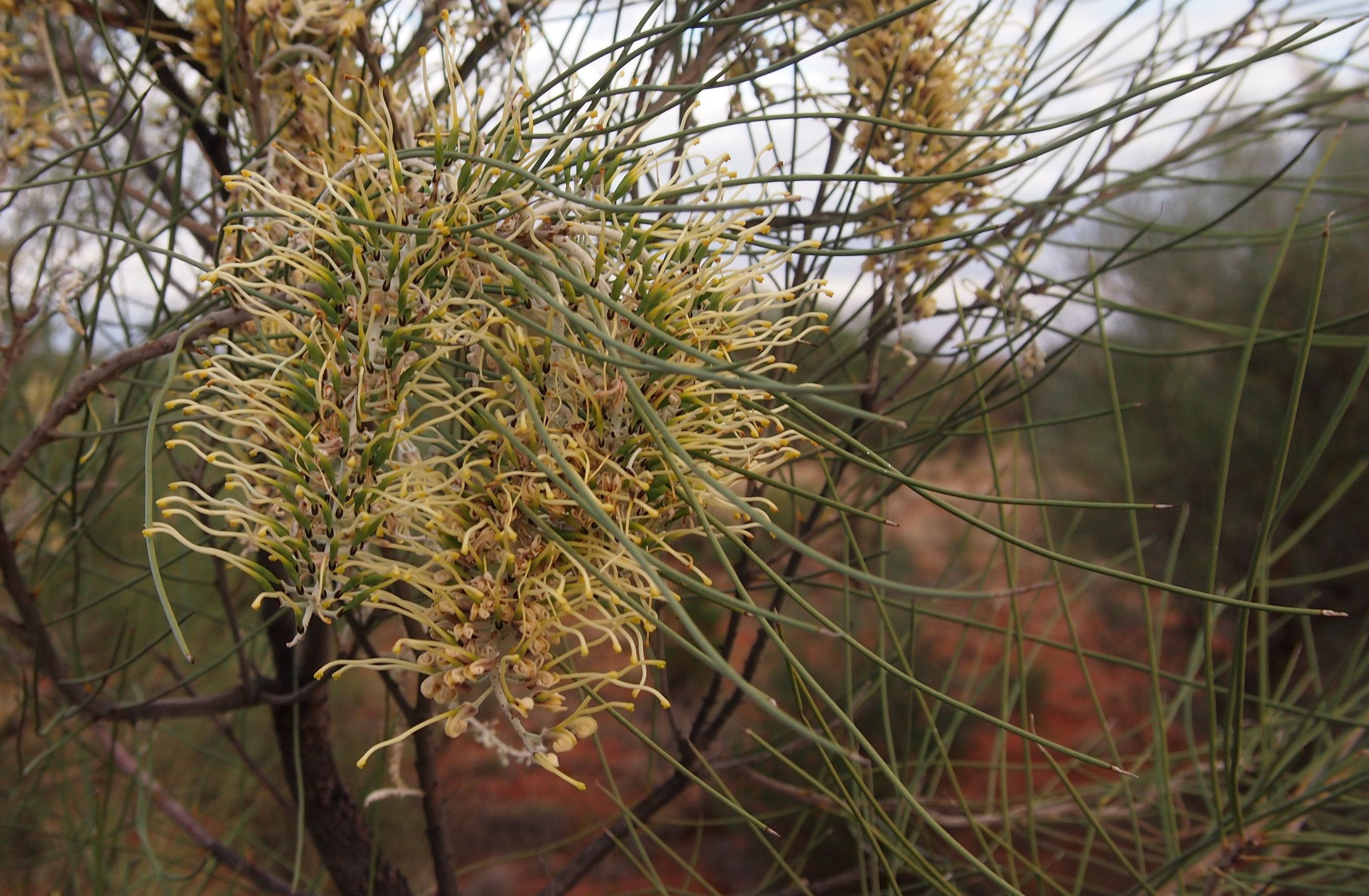
Espinhos de Hakea lorea